# Philereme vashti
Philereme vashti là một loài bướm đêm trong họ Geometridae.